# 浴室

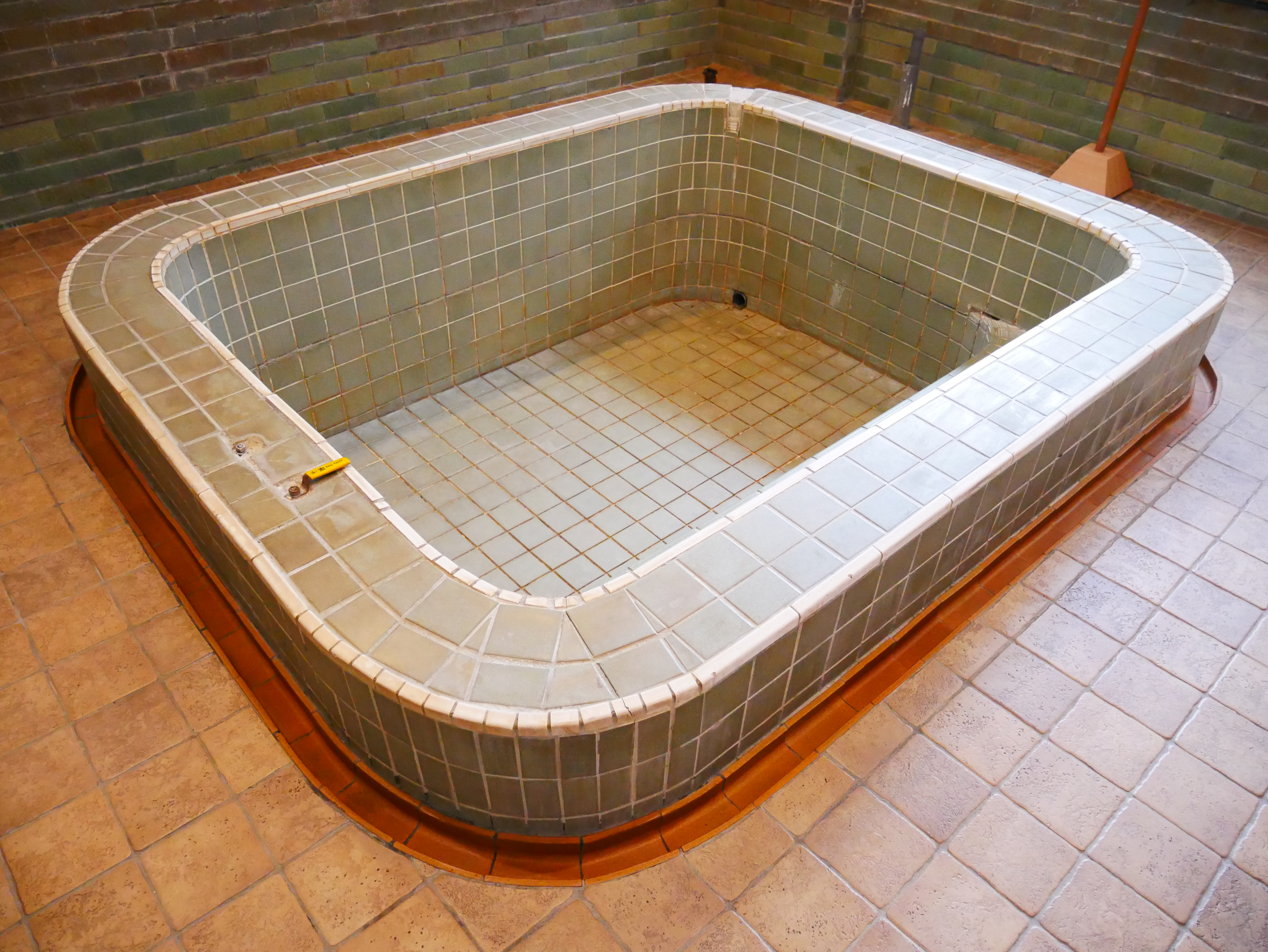
佳山旅館（今北投文物館）浴室

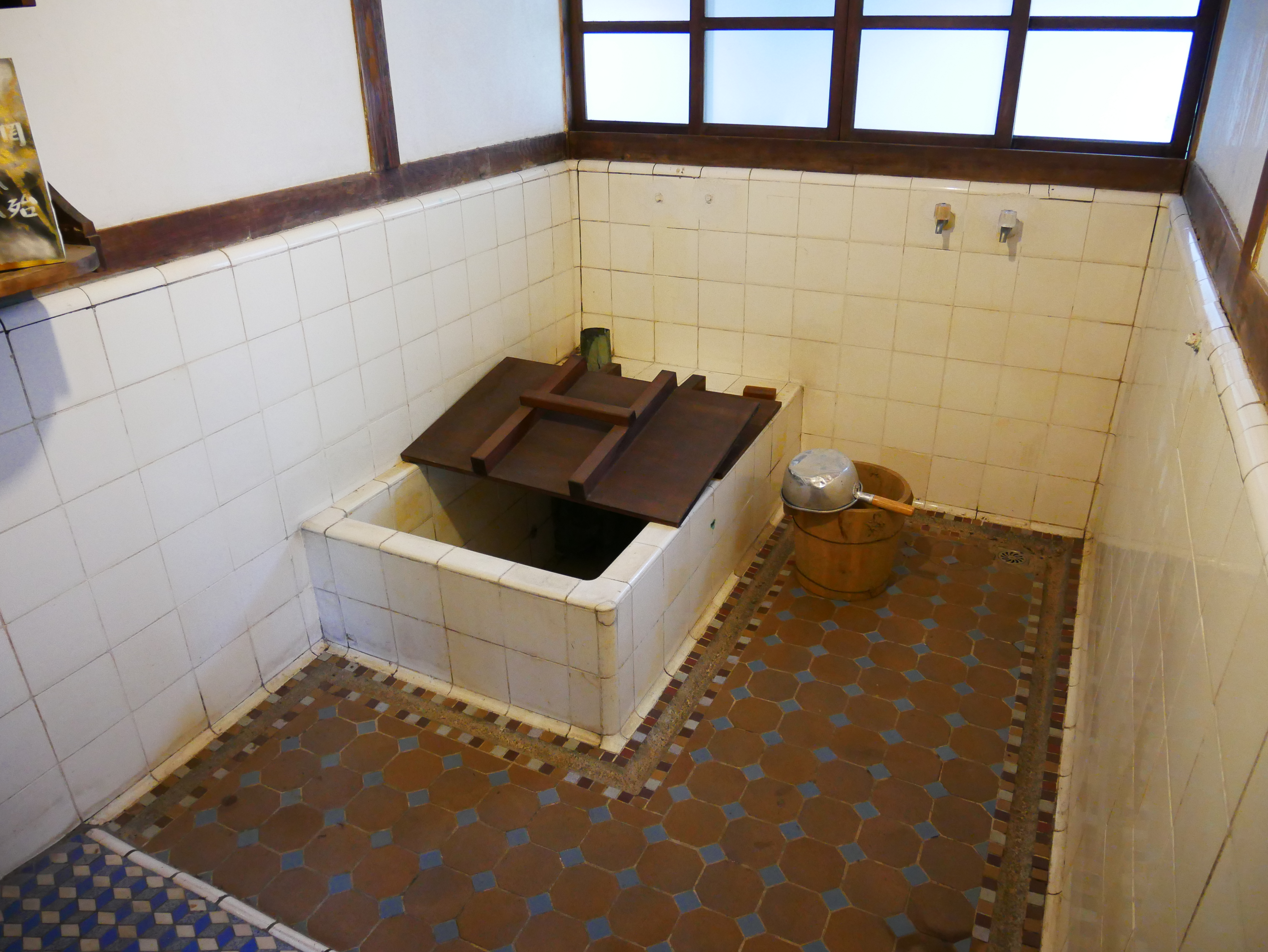
辛志平校長故居浴室

浴室，又名沐浴室、沐浴間，粵語稱沖涼房，閩南語稱浴間仔（e̍k-keng-á）是用於沐浴或淋浴的房間，常見設備包括花灑、浴缸及盥洗盆，有些地區中的浴室會和廁所合併，因此浴室中也會有馬桶，也有些地區因為卫生因素考量，會將浴室和廁所分離。从使用者的身份可以分为公众浴室和私人浴室。
在歷史上，沐浴常常是集體的活動，在公众浴室。在一些國家仍有公眾使用的浴室，例如日本的錢湯及伊斯蘭世界的土耳其浴。

## 公眾浴室
有些浴室是開放給公眾人士使用，稱為公眾浴室、公共浴室、澡堂，例如羅馬浴場。相较与私人浴室，一般规模较大，能容纳数几十人或上百人同时沐浴。在上海、香港也曾流行公眾浴室，例如已成歷史的浴德池。在日本、台灣等地常見的泡溫泉也是。
在舊香港，唐樓及木屋區等住戶私人無浴室和洗手間，所以香港政府也在街上建築有平民化的公眾浴室，沿用至今。
在現代運動場、健身室、游泳池等也通常有公眾浴室（淋浴間），通常附設於更衣室內。

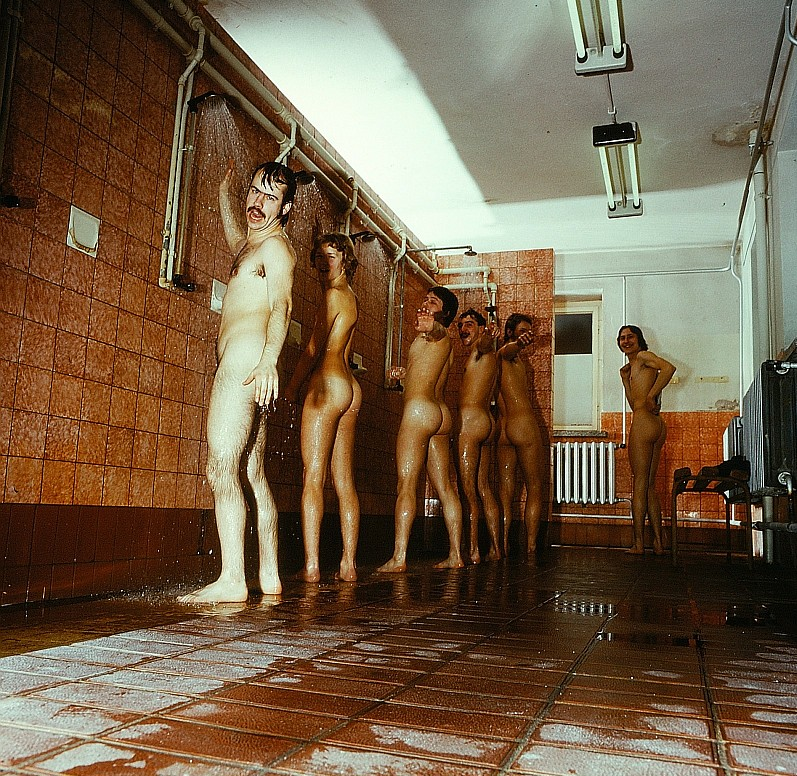
淋浴間

在市面有些商業經營的浴室是色情場所，雖然稱為SPA、按摩、三溫暖等，因為有以陪浴為名的性服務提供。

## 私人浴室
私人浴室一般指家庭所拥有和使用的浴室。规模较小，一般只能容纳单人或双人淋浴。

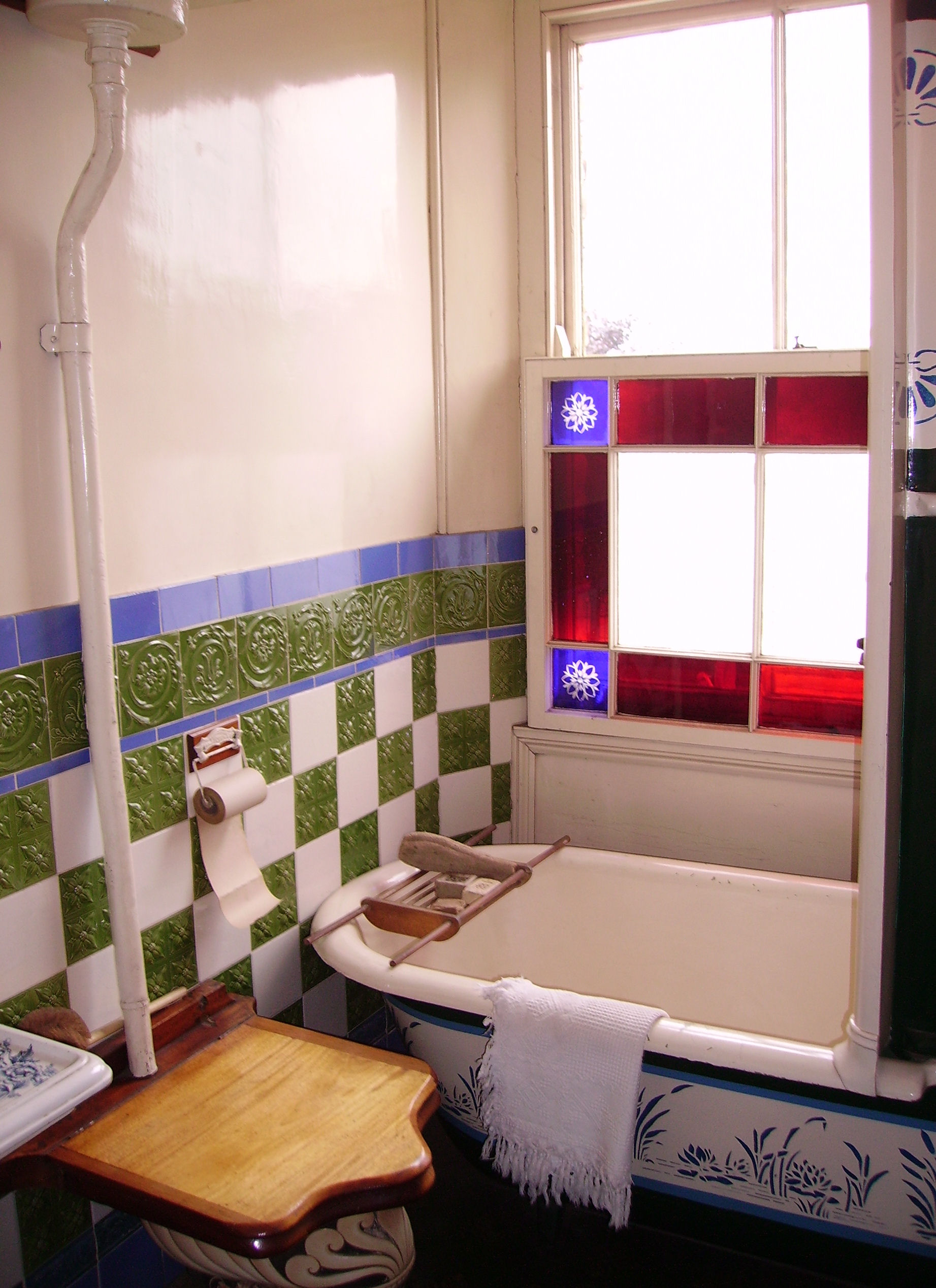

公寓中的浴室一般与厕所合为一室，包含盥洗盆、抽水马桶等卫生设施。

### 進一步閱讀
- von Fürstenberg, Diane. . Random House. 1993. ISBN 9780679426790.
- Hoagland, Alison K. . ABC-Clio. 2018. ISBN 9781440852664.

## 外部連結
- 维基共享资源上的相關多媒體資源：Bathroom